# Judy Minx
Judy Minx (París, 4 de gener de 1989) és una actriu pornogràfica francesa. S'identifica com a treballadora sexual, queer i com a activista feminista.

## Biografia
Judy Minx va néixer a París i és d'ascendència tunisiana i algeriana. Es va unir a una organització feminista l'any 2005 quan estava a l'institut. Just després dels 18 anys, el 2007, es va convertir en actriu porno al "porno heterosexual convencional". També va començar a implicar-se en moviments porno queer i feministes. Juntament amb la seva carrera porno, va continuar els seus estudis i és llicenciada en Anglès. Judy Minx és una activista pels drets de les treballadores sexuals, i és propera al sindicat francès de treballadores sexuals (STRASS). També ha impartit tallers d'educació sexual.
El 2009, va aparèixer al documental Les travailleu(r)ses du sexe, dirigit per Jean-Michel Carré. El 2010, va protagonitzar la pel·lícula dramàtica The Final Girl de Todd Verow, que es va definir com "una variació lèsbica de The Tenant" de Roman Polanski. El 2011, va ser una de les protagonistes de Too Much Pussy! , una pel·lícula docudrama dirigida per Emilie Jouvet que va seguir el viatge per Europa (de Berlín a Malmö) d'un grup de sis animadors, tots membres del moviment del sexe positiu. Aquell mateix any, va protagonitzar un segment de Fucking Different XXX, una pel·lícula independent alemanya que consta de vuit episodis, cadascun rodat per un director diferent i ambientat en una ciutat diferent, que tenen com a tema principal l'amor gai/lèsbic. El 2011, va aparèixer al vídeo musical de la cançó de Ladytron "White Elephant". El 2012, va aparèixer a la pel·lícula de comèdia independent Mommy Is Coming, dirigida per Cheryl Dunye. El 2013 va aparèixer al documental holandès "Een man weet niet wat hij mist", on té relacions sexuals amb un home gai d'estrella d'or a la pel·lícula per ajudar-lo a perdre la seva virginitat heterosexual.

## Filmografia parcial
- Een man weet niet wat hij mist (2013)
- Mommy is Coming (2012)
- Fucking Different XXX (2011)
- Much More Pussy (2011)
- Roulette Toronto (2010)
- Too Much Pussy! Feminist Sluts, a Queer X Show (2010)
- The Final Girl (2010)
- Histoires de sexes (2010)
- Les travailleu(r)ses du sexe (2010)
- Roulette Berlin (2009)
- Ti'touch II (2008)